# Argo (automerk)

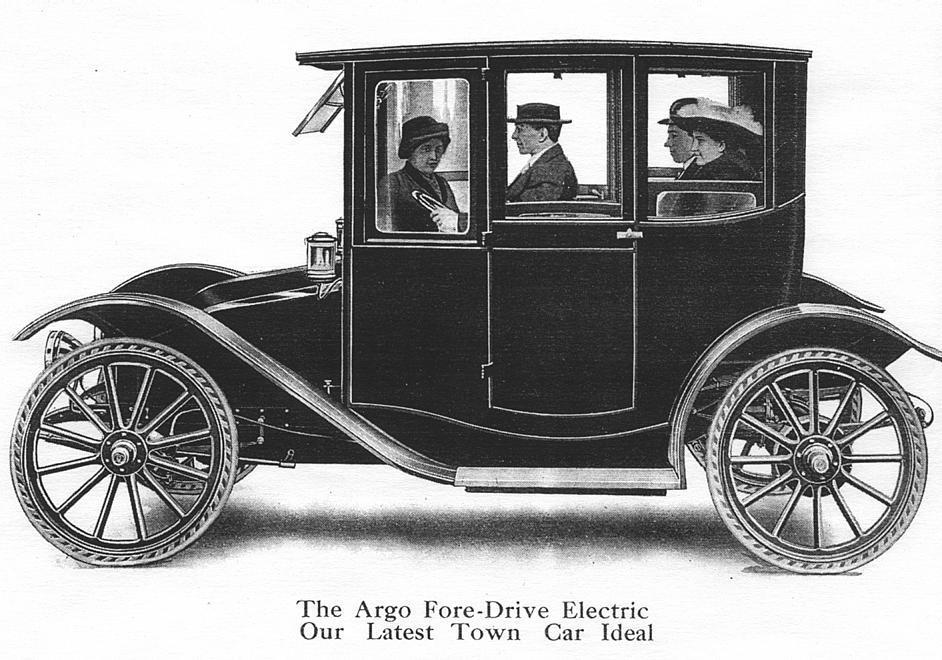
1912 Argo Brougham.

Argo, ook wel Argo Electric, was een Amerikaanse producent die van 1912 tot 1916 in Saginaw elektrische auto's bouwde.
Een van hun producten was de Argo Brougham, een auto met een 60 volt aangedreven elektromotor. Ze leverden zowel een vierzitter als een vijfzittermodel, en het stuur zat daarbij aan de linkerkant. Na een oplaadbeurt was het bereik ongeveer 100 km met een maximumsnelheid van 30 km/uur. De auto had 6 versnellingen vooruit én 6 achteruit. De auto had een van de grootste wielbases van elektrische auto's uit die tijd. Argo fuseerde in 1914 met Broc en Borland in AEC.
Bron: DeAutogids.nl